# Liste der Kulturdenkmale in Beiersdorf (Leisnig)
In der Liste der Kulturdenkmale in Beiersdorf sind die Kulturdenkmale des Leisniger Ortsteils Beiersdorf verzeichnet, die bis Mai 2023 vom Landesamt für Denkmalpflege Sachsen erfasst wurden (ohne archäologische Kulturdenkmale). Die Anmerkungen sind zu beachten.
Diese Aufzählung ist eine Teilmenge der Liste der Kulturdenkmale in Leisnig.

## Beiersdorf
| Bild                                    | Bezeichnung                                         | Lage                   | Datierung                 | Beschreibung | ID       |
| --------------------------------------- | --------------------------------------------------- | ---------------------- | ------------------------- | --- | -------- |
| Direkt Bild zu diesem Denkmal hochladen | Mühle                                               | Beiersdorf 4b (Karte)  | Mitte 19. Jahrhundert     | Von ortsgeschichtlicher Bedeutung. Teilweise um 1875 abgebrannt und wieder aufgebaut. Als Mühle 1910 erwähnt nach Aussagen der Nachkommen des letzten Mühlenbesitzers. Die Mühle wurde zur Schrotherstellung und zur Stromerzeugung genutzt. Zweigeschossiger Massivbau, originale Türstöcke mit Verdachung, originale Fenstergewände, Krüppelwalmdach, es ist keine Mühlentechnik mehr vorhanden. Mühlen hatten als Hersteller von Mehl und Viehfutter immer eine große Bedeutung für das Wirtschaftsleben der Dörfer. Hieraus leitet sich auch die ortsgeschichtliche Bedeutung der Beiersdorfer Mühle ab. | 09208134 |
| Direkt Bild zu diesem Denkmal hochladen | Seitengebäude eines Dreiseithofes                   | Beiersdorf 5 (Karte)   | Um 1800                   | Erhöht über der Dorfstraße stehend und diese maßgeblich prägend, von ortsgeschichtlichem Wert. Erdgeschoss massiv, Obergeschoss Fachwerk (auch Giebelseiten). Schlichtes zeittypisches Seitengebäude eines Vierseithofes, vermutlich in der 1. Hälfte des 19. Jahrhunderts erbaut. Zweigeschossig, Erdgeschoss Bruchsteinmauerwerk verputzt bzw. straßenseitig sichtbar. Schlichtes Fachwerk im Obergeschoss, Satteldach. Durch Umnutzung zu Wohnzwecken erfolgten an der Hoftraufseite bauliche Veränderungen im Erdgeschoss, die allerdings den Denkmalwert nicht beeinträchtigen. Durch die erhöhte Lage oberhalb der Dorfstraße prägt das Gebäude das Ortsbild maßgeblich. Das Seitengebäude gehört zu den wenigen original erhaltenen Gebäuden im Dorf, woraus sich seine ortsgeschichtliche Bedeutung ableitet. | 09208133 |
| Direkt Bild zu diesem Denkmal hochladen | Häusleranwesen                                      | Beiersdorf 9 (Karte)   | 2. Hälfte 19. Jahrhundert | Weitgehend originales Fachwerkwohnhaus von baugeschichtlichem und ortsentwicklungsgeschichtlichem Wert. Vermutlich ehemaliges Häusleranwesen, im 19. Jahrhundert erbaut in landschaftstypischer und zeittypischer Ausprägung. Erdgeschoss massiv, Fachwerkobergeschoss mit Eckstreben, Satteldach. Das Gebäude gehört zu den wenigen erhaltenen Fachwerkbauten und Häuslerhäusern im Dorf, woraus sich dessen bau- und ortsentwicklungsgeschichtlicher Wert ableitet. | 09208131 |
| Direkt Bild zu diesem Denkmal hochladen | Wohnstallhaus und Seitengebäude eines Dreiseithofes | Beiersdorf 10b (Karte) | Um 1800                   | Weitestgehend originale Fachwerk-Gebäude in zeittypischer Gestaltung von baugeschichtlichem Wert. Zeit- und landschaftstypische ländliche Wohn- und Wirtschaftsgebäude eines Dreiseithofes, vermutlich im 19. Jahrhundert erbaut. - Wohnstallhaus: Erdgeschoss massiv, Obergeschoss Fachwerk, Satteldach - Seitengebäude: Erdgeschoss massiv, Obergeschoss in Teilen Fachwerk, Satteldach (Schiefer) Beide Gebäude dokumentieren durch ihren guten Originalzustand ländliches Bauen sowie die Lebensbedingungen auf einem Bauernhof im 19. Jahrhundert, woraus sich der bau- und sozialgeschichtliche Wert der als Kulturdenkmal ausgewiesenen Gebäude ergibt. | 09208132 |

## Tabellenlegende
- Bild: Bild des Kulturdenkmals, ggf. zusätzlich mit einem Link zu weiteren Fotos des Kulturdenkmals im Medienarchiv Wikimedia Commons. Wenn man auf das Kamerasymbol klickt, können Fotos zu Kulturdenkmalen aus dieser Liste hochgeladen werden:
- Bezeichnung: Denkmalgeschützte Objekte und ggf. Bauwerksname des Kulturdenkmals
- Lage: Straßenname und Hausnummer oder Flurstücknummer des Kulturdenkmals. Die Grundsortierung der Liste erfolgt nach dieser Adresse. Der Link (Karte) führt zu verschiedenen Kartendiensten mit der Position des Kulturdenkmals. Fehlt dieser Link, wurden die Koordinaten noch nicht eingetragen. Sind diese bekannt, können sie über ein Tool mit einer Kartenansicht einfach nachgetragen werden. In dieser Kartenansicht sind Kulturdenkmale ohne Koordinaten mit einem roten bzw. orangen Marker dargestellt und können durch Verschieben auf die richtige Position in der Karte mit Koordinaten versehen werden. Kulturdenkmale ohne Bild sind an einem blauen bzw. roten Marker erkennbar.
- Datierung: Baubeginn, Fertigstellung, Datum der Erstnennung oder grobe zeitliche Einordnung entsprechend des Eintrags in der sächsischen Denkmaldatenbank
- Beschreibung: Kurzcharakteristik des Kulturdenkmals entsprechend des Eintrags in der sächsischen Denkmaldatenbank, ggf. ergänzt durch die dort nur selten veröffentlichten Erfassungstexte oder zusätzliche Informationen
- ID: Vom Landesamt für Denkmalpflege Sachsen vergebene, das Kulturdenkmal eindeutig identifizierende Objekt-Nummer. Der Link führt zum PDF-Denkmaldokument des Landesamtes für Denkmalpflege Sachsen. Bei ehemaligen Kulturdenkmalen können die Objektnummern unbekannt sein und deshalb fehlen bzw. die Links von aus der Datenbank entfernten Objektnummern ins Leere führen. Ein ggf. vorhandenes Icon  führt zu den Angaben des Kulturdenkmals bei Wikidata.